# ShAbo
ShAbo（シャボ）は2011年に、俳優としても活動する柏原収史と音楽プロデューサーABOTTOレオによって結成された音楽プロデュース・ユニット。

## メンバー
- 柏原収史
- ABOTTOレオ

## プロデュース

### アーティスト
- 川越シェフ
  - 『お米のおはなし』

- 鴬谷フィルハーモニー
  - 『夏月』
  - 『夏がゆくまえに』

## 劇伴・TVドラマ
- 『衝撃ゴウライガン!!』

## CR BGM
- 「幕末英雄伝 龍馬」
- 「忍術決戦 双影」
- 「孔雀王」
- 「おねだり!!マスカット」
- 「くるてん！魔神どむ」